# クリストファー・マグワイア
クリストファー・マグワイア（Christopher McGuire、1975年11月28日 - ）はアメリカのミュージシャン、ドラマー、アレンジャー、プロデューサー。ロックバンド、くるりの元ドラマー。

## 来歴
- ミネソタ州ミネアポリス生まれ。両親はギタリストとオルガン奏者であった。その後オハイオ州オックスフォードで育つ。
- 12 Rodsというバンドに1999年9月まで在籍。
- ミネアポリスのバンドであるKid Dakotaに加入。またシンガーソングライターである、ジョン・ヴァンダースライス（John Vanderslice）のサポートメンバーとして活動。
- 2002年秋、アメリカ東海岸ツアーが終了しボストンのスタジオに滞在していたくるりとセッションを行う。
- 2003年夏、くるりのサポートメンバーとしてフジ・ロック・フェスティバルなどに出演。そのままリハーサルやレコーディングを行い11月にくるりのメンバーとして正式に加入。
- 2004年10月、くるりを脱退する。
- 脱退後は地元であるミネアポリスに戻り、Kid Dakotaに再び加入。
- 2005年、下北沢を中心に活動するバンドスクアッドカーの『misses』をプロデュース。
- 2013年8月2日、活動を休止していたバンドKid Dakotaを、オリジナルメンバーのダレン・ジャクソン（Darren Jackson）と共に再開することが発表される。

## 人物・エピソード
- 演奏中のメンバーとのアイコンタクトが取りやすい、マイクセッティングでタムと音の分離がしやすい等の理由から、クラッシュシンバルを頭より高い位置に設置している。
- ハイハットシンバルには小型のベルがセッティングしてあり、独特の音が鳴る。
- 自身のドラム演奏に誇りを持ち、「ドラマー」ではなく「ドラムセットプレーヤー」と呼んでいる。
- ライブでのコーラスを務める際はマイクスタンドやヘッドセットは使用せず、片手でリズムキープしつつハンドマイクを用いる。
- くるりのシングル『ロックンロール』のタイトルはクリストファーのMCからとられた。
- 自身がくるりに加入する前のくるりがアメリカでツアーを行っていたある日、当時のくるりの最新アルバム『THE WORLD IS MINE』を渡され、特に『GO BACK TO CHINA』を気に入り一晩で33回聴いた。
- 岸田繁曰く、「『アンテナ』はクリストファーのアルバム」。
- 日本語はほとんど喋れず、幼稚園児ほどの単語力だと言う（FACTORY #0095、加入当時）。
- 大の偏食家で野菜が食べられず、マクドナルドでもタマネギとピクルスを入れないよう注文していた。
- 私生活が破天荒で彼の大変なエピソードを話すと2日かかると岸田繁はインタビューで語っており、脱退についてはそれがバンド活動に支障をきたした事によるもの(解雇)であったことも明かしている。